# عملة 50 دينار أردني
عملة 50 دينار أردني هي عملة ورقية ظهرت مؤخرا ضمن العملات الورقية في الأردن. صدرت لاول مرة ضمن الإصدار الرابع بين عامي 2002 - 2022، ثم صدرت لثاني مرة بتصميم جديد ضمن الإصدار الخامس عام 2022.

## الاصدارات

### الإصدار الرابع 2002-2022
| الإصدار الرابع عن البنك المركزي الأردني | الإصدار الرابع عن البنك المركزي الأردني | الإصدار الرابع عن البنك المركزي الأردني | الإصدار الرابع عن البنك المركزي الأردني | الإصدار الرابع عن البنك المركزي الأردني | الإصدار الرابع عن البنك المركزي الأردني | الإصدار الرابع عن البنك المركزي الأردني | الإصدار الرابع عن البنك المركزي الأردني | الإصدار الرابع عن البنك المركزي الأردني | الإصدار الرابع عن البنك المركزي الأردني |       |
| الوجه                                   | الظهر                                   | القيمة                                  | الأبعاد                                 | اللون الأساسي                           | الوجه | الظهر                                   | تاريخ السك                              | تاريخ الإصدار                           | العلامة المائية                         | مصدر  |
| --------------------------------------- | --------------------------------------- | --------------------------------------- | --------------------------------------- | --------------------------------------- | --- | --------------------------------------- | --------------------------------------- | --------------------------------------- | --------------------------------------- | ----- |
|                                         |                                         | خمسون دينار                             | 149 × 74 mm                             | اللون البني والبنفسجي                   | صورة وجة عبد الله الثاني بن الحسين (باللباس الرسمي) | قصر رغدان                               | 2002 تقويم هجري 1423                    | 2 فبراير، 2003                          | عبد الله الثاني بن الحسين               | [ 2 ] |
|                                         |                                         | خمسون دينار                             | 149 × 74 mm                             | اللون البني والبنفسجي                   | - عبد الله الثاني بن الحسين باللباس العربي - زخارف إسلامية. - توقيع محافظ البنك المركزي. - توقيع معالي وزير المالية. - الأرقام المتسلسلة: أفقية على اليسار وعمودية على اليمين. | قصر رغدان                               | 2002 تقويم هجري 1423                    | 2 فبراير، 2003                          | عبد الله الثاني بن الحسين               | [ 3 ] |

### الإصدار الخامس 2022 - الآن
| الإصدار الخامس عن البنك المركزي الأردني | الإصدار الخامس عن البنك المركزي الأردني | الإصدار الخامس عن البنك المركزي الأردني | الإصدار الخامس عن البنك المركزي الأردني | الإصدار الخامس عن البنك المركزي الأردني | الإصدار الخامس عن البنك المركزي الأردني | الإصدار الخامس عن البنك المركزي الأردني                                         | الإصدار الخامس عن البنك المركزي الأردني | الإصدار الخامس عن البنك المركزي الأردني | الإصدار الخامس عن البنك المركزي الأردني |       |
| الوجه                                   | الظهر                                   | القيمة                                  | الأبعاد                                 | اللون الأساسي                           | الوجه | الظهر                                                                           | تاريخ السك                              | تاريخ الإصدار                           | العلامة المائية                         | مصدر  |
| --------------------------------------- | --------------------------------------- | --------------------------------------- | --------------------------------------- | --------------------------------------- | --- | ------------------------------------------------------------------------------- | --------------------------------------- | --------------------------------------- | --------------------------------------- | ----- |
|                                         |                                         | خمسون دينار                             | 149 × 74 مم                             | البني والبنفسجي                         | - عبد الله الثاني بن الحسين باللباس العربي - الحرم الشريف- القدس. - زخارف نبطية من مدينة البتراء وزخارف مستوحاة من عمارة مسجد الملك الحسين. | - وادي رم. - زخارف اثرية وزخارف من واجهة قصر المشتى من الفترة الاموية والبيزنطي | 2022 م 1444 هـ                          | 5 فبراير 2023                           | عبد الله الثاني بن الحسين               | [ 4 ] |

## روابط خارجية
- البنك المركز الأردني